# 1976 a tudományban
Az 1976. év a tudományban és a technikában.

## Díjak
- Nobel-díjak
  - Fizikai Nobel-díj: Burton Richter, Samuel C. C. Ting
  - Fiziológiai és orvostudományi Nobel-díj: Baruch Samuel Blumberg, Daniel Carleton Gajdusek
  - Kémiai Nobel-díj: William N. Lipscomb

## Születések
- május 3. – Alexander Gerst német geofizikus, űrhajós
- szeptember 27. – Luca Parmitano olasz űrhajós

## Halálozások
- január 4. – Rudolph Minkowski német-amerikai csillagász (* 1895)
- február 1. – Werner Heisenberg Nobel-díjas elméleti német fizikus, a kvantummechanika egyik megalapítója (* 1901)
- február 1. – George Whipple amerikai orvos, patológus, (harmadmagával) elnyertek a fiziológiai Nobel-díjat (* 1878)
- február 22. – Polányi Mihály (Michael Polanyi) magyar–brit tudós, akinek a munkássága a fiziko-kémiától a közgazdaságtanon át a filozófiáig terjedt (* 1891)
- május 31. – Jacques Monod megosztott Nobel-díjas francia mikrobiológus, genetikus (* 1910)
- szeptember 26. – Turán Pál magyar matematikus, a számelmélet, a gráfelmélet és a klasszikus analízis területén ért el jelentős eredményeket (* 1910)
- szeptember 26. – Leopold Ružička Nobel-díjas (megosztva) horvát-svájci kémikus (* 1887)
- október 5. – Lars Onsager Nobel-díjas norvég fiziko-kémikus (* 1903)